# アミナダブ

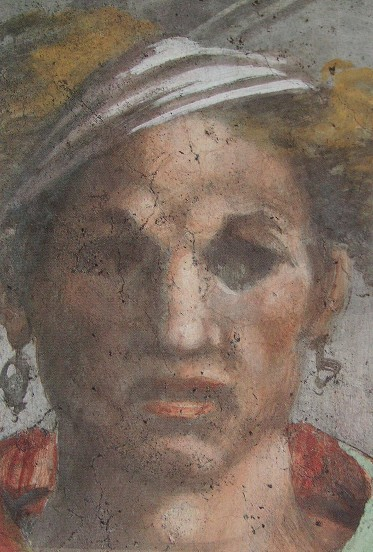
ミケランジェロによりシスティーナ礼拝堂に描かれたアミナダブ

アミナダブ（ヘブライ語:עַמִּינָדָב,‘Amînāḏāv,）は、旧約聖書に登場する人物。ラムの子で、ユダ族の首長ナフションの父、ダビデ王の先祖。
『出エジプト記』の記述によれば、アミナダブの娘エリシェバはモーセの兄アロンの妻であり、アミナダブはアロンの義父にあたる。